# Piccardo (cognome)
Piccardo o Picardo è un cognome italiano di origine francese.

## Etimologia e diffusione
Il nome indica l'origine dalla Piccardia , regione a Nord della Francia e con la quale erano frequenti gli scambi commerciali nel Medioevo. L'equivalente francese è Picard.
- Piccardo (diffuso in Liguria, in particolare a Voltri, nelle valli limitrofe, a Varazze, a Genova e nella Riviera di Ponente[2]);

equivalenti stranieri sono:
- Sempre in Francia e nel mondo francofono esistono altre varianti del cognome: Picart, Piccard (quest'ultimo diffuso soprattutto nella Svizzera Francese);
- Picard[3] e Pickard[4][5], in Inghilterra, in particolare nello Yorkshire ed in Scozia, in particolare nel Fife (diffuso tra le famiglie piccarde che si trasferirono in Gran Bretagna al seguito di Guglielmo il Conquistatore; Sir Henry Picard[6] fu il Lord Mayor di Londra nel 1356);
- Pickardt in Germania (famiglie francesi piccarde calviniste ugonotte emigrate nei territori protestanti tedeschi all'indomani dell'Editto di Fontainebleau).

## Persone
- Hamza Piccardo – editore italiano